# Joan Antoni Puig Montserrat
Joan Antoni Puig Montserrat (Felanitx, 1813 - Puerto Rico, 2 de gener de 1894) fou un religiós franciscà, bisbe de Puerto Rico i Senador.
Va comprar en subhasta El Santuari de Sant Salvador i el va donar al Bisbat de Mallorca l'any 1891. El van nomenar fill il·lustre de Palma i va ser senador del Senat d'Espanya en representació de Cuba i Puerto Rico.
Pius IX el va anomenar bisbe i va ser consagrat a Madrid el 24 de gener de 1875.
El govern d'Espanya va posar a la venda el Santuari de Sant Salvador de Felanitx amb el porcés anomenat Desamortitzacions espanyoles, cosa que va sebre molt de greu al poble de Felanitx. Afortunadament Joan Antoni Puig i Montserrat el va comprar en subhasta i el va donar al Bisbat de Mallorca. Joan Antoni Puig i Montserrat es un personatge que no és gaire conegut a Mallorca o a Felanitx.